# یواس‌اس اس-۴۷ (اس‌اس-۱۵۸)
یواس‌اس اس-۴۷ (اس‌اس-۱۵۸) (به انگلیسی: USS S-47 (SS-158)) یک زیردریایی بود که طول آن ۲۲۵ فوت ۳ اینچ (۶۸٫۶۶ متر) بود. این زیردریایی در سال ۱۹۲۴ ساخته شد.